# Parapoynx longialata
Parapoynx longialata là một loài bướm đêm trong họ Crambidae.